# Coppa Italia Primavera 2024-2025
La Coppa Italia Primavera 2024-2025 è stata la cinquantatreesima edizione del torneo riservato alle squadre giovanili iscritte al Campionato Primavera 1 2024-2025 e Campionato Primavera 2 2024-2025. Il torneo è iniziato il 21 agosto 2024 ed è terminato il 9 aprile 2025.
A vincere è stato il Cagliari, che si è imposto per 3-0 contro il Milan, vincendo così la competizione per la prima volta nella sua storia.

## Formula
La competizione si articola su turni successivi ad eliminazione diretta: 1º e 2º turno preliminare; trentaduesimi; sedicesimi; ottavi di finale; quarti di finale; semifinali; finale. Da questa edizione tutte le gare si svolgono ad eliminazione diretta in gara unica; in caso di parità si procede direttamente con i tiri di rigore.

Le società sono posizionate in un tabellone di tipo tennistico con posti dal n. 1 al n. 52. 
|                                       | Squadre che entrano in questo turno | Squadre qualificate dal turno precedente   |
| ------------------------------------- | --- | ------------------------------------------ |
| Primo turno preliminare (16 squadre)  | - 13 squadre del Campionato Primavera 2 - 13 squadre partecipanti al Campionato Primavera 2 2024-2025 con il punteggio più basso - 3 squadre promosse dal Campionato Primavera 3 2023-2024 |                                            |
| Secondo turno preliminare (8 squadre) | | - 8 vincenti del turno preliminare         |
| Trentaduesimi di finale (32 squadre)  | - 11 squadre del Campionato Primavera 1 - 8 squadre del Campionato Primavera 1 2023-2024 meglio classificate - 3 squadre promosse dal Campionato Primavera 2 2023-2024 - 17 squadre del Campionato Primavera 2 - 3 squadre retrocesse dal Campionato Primavera 1 2023-2024 - 14 squadre partecipanti al Campionato Primavera 2 2023-2024 | - 4 vincenti del secondo turno preliminare |
| Sedicesimi di finale (16 squadre)     | | - 16 vincenti dei trentaduesimi di finale  |
| Ottavi di finale (16 squadre)         | - 8 squadre del Campionato Primavera 1 con numero 1-8 - 1 squadra vincitrice della Coppa Italia Primavera 2023-2024 - 7 squadre dal Campionato Primavera 1 2023-2024 (dal 1º al 7º posto) | - 8 vincenti dei sedicesimi di finale      |
| Quarti di finale (8 squadre)          | | - 8 vincenti degli ottavi di finale        |
| Semifinali (4 squadre)                | | - 4 vincenti dei quarti di finale          |
| Finale (2 squadre)                    | | - 2 vincenti delle semifinali              |

## Squadre
| Squadre                | Rank                   |
| Campionato Primavera 1 | Campionato Primavera 1 |
| ---------------------- | ---------------------- |
| Fiorentina             | 1                      |
| Inter                  | 2                      |
| Roma                   | 3                      |
| Lazio                  | 4                      |
| Atalanta               | 5                      |
| Sassuolo               | 6                      |
| Milan                  | 7                      |
| Cagliari               | 8                      |

| Squadre                | Rank                   |
| Campionato Primavera 1 | Campionato Primavera 1 |
| ---------------------- | ---------------------- |
| Torino                 | 9                      |
| Genoa                  | 10                     |
| Verona                 | 11                     |
| Empoli                 | 12                     |
| Juventus               | 13                     |
| Lecce                  | 14                     |
| Bologna                | 15                     |
| Monza                  | 16                     |
| Sampdoria              | 17                     |
| Cremonese              | 18                     |
| Cesena                 | 19                     |
| Udinese                | 20                     |

| Squadre                | Rank                   |
| Campionato Primavera 2 | Campionato Primavera 2 |
| ---------------------- | ---------------------- |
| Frosinone              | 21                     |
| Venezia                | 22                     |
| Benevento              | 23                     |
| Ascoli                 | 24                     |
| Parma                  | 25                     |
| Napoli                 | 26                     |
| Pisa                   | 27                     |
| AlbinoLeffe            | 28                     |
| Virtus Entella         | 29                     |
| Como                   | 30                     |
| Vicenza                | 31                     |
| Cosenza                | 32                     |
| SPAL                   | 33                     |
| Perugia                | 34                     |
| Südtirol               | 35                     |
| Palermo                | 36                     |

| Squadre                | Rank                   |
| Campionato Primavera 2 | Campionato Primavera 2 |
| ---------------------- | ---------------------- |
| Padova                 | 37                     |
| Bari                   | 38                     |
| Reggiana               | 39                     |
| Spezia                 | 40                     |
| Brescia                | 41                     |
| Salernitana            | 42                     |
| Renate                 | 43                     |
| Pescara                | 44                     |
| Ternana                | 45                     |
| Feralpisalò            | 46                     |
| Cittadella             | 47                     |
| Monopoli               | 48                     |
| Crotone                | 49                     |
| Modena                 | 50                     |
| Avellino               | 51                     |
| Pro Vercelli           | 52                     |

## Primo turno preliminare
| Squadra 1      | Risultato       | Squadra 2    |
| -------------- | --------------- | ------------ |
| 21 agosto 2024 |                 |              |
| Spezia         | 5 - 0           | Monopoli     |
| Pescara        | 2 - 1           | Pro Vercelli |
| Padova         | 1 - 3           | Ternana      |
| Brescia        | 4 - 3           | Crotone      |
| Bari           | 0 - 4           | Feralpisalò  |
| Salernitana    | 5 - 0           | Modena       |
| Reggiana       | 2 - 2 (4-5 dtr) | Cittadella   |
| Renate         | 2 - 0           | Avellino     |

## Secondo turno preliminare
| Squadra 1         | Risultato | Squadra 2   |
| ----------------- | --------- | ----------- |
| 6 settembre 2024  |           |             |
| Spezia            | 5 - 0     | Pescara     |
| 7 settembre 2024  |           |             |
| Renate            | 3 - 1     | Cittadella  |
| 11 settembre 2024 |           |             |
| Brescia           | 2 - 1     | Ternana     |
| Salernitana       | 2 - 1     | Feralpisalò |

## Trentaduesimi di finale
| Squadra 1       | Risultato       | Squadra 2      |
| --------------- | --------------- | -------------- |
| 29 ottobre 2024 |                 |                |
| Bologna         | 2 - 2 (3-1 dtr) | Renate         |
| Cesena          | 3 - 3 (5-3 dtr) | Pisa           |
| Cremonese       | 2 - 1           | Napoli         |
| Frosinone       | 1 - 2           | SPAL           |
| Genoa           | 4 - 2           | Como           |
| Juventus        | 4 - 1           | Brescia        |
| Monza           | 3 - 1           | Spezia         |
| 30 ottobre 2024 |                 |                |
| Ascoli          | 2 - 0           | Palermo        |
| Benevento       | 0 - 0 (4-5 dtr) | Südtirol       |
| Empoli          | 3 - 1           | Cosenza        |
| Lecce           | 5 - 0           | Salernitana    |
| Sampdoria       | 1 - 2           | Parma          |
| Venezia         | 3 - 2           | Perugia        |
| Verona          | 4 - 2           | Vicenza        |
| 31 ottobre 2024 |                 |                |
| Torino          | 3 - 1           | Virtus Entella |
| Udinese         | 3 - 1           | AlbinoLeffe    |

## Sedicesimi di finale
| Squadra 1       | Risultato | Squadra 2 |
| --------------- | --------- | --------- |
| 3 dicembre 2024 |           |           |
| Lecce           | 1 - 0     | Venezia   |
| Torino          | 1 - 0     | Parma     |
| Verona          | 2 - 0     | Cesena    |
| 4 dicembre 2024 |           |           |
| Bologna         | 1 - 0     | Südtirol  |
| Empoli          | 2 - 1     | Udinese   |
| Genoa           | 2 - 1     | Cremonese |
| Juventus        | 4 - 2     | SPAL      |
| Monza           | 5 - 2     | Ascoli    |

## Ottavi di finale
| Squadra 1      | Risultato       | Squadra 2 |
| -------------- | --------------- | --------- |
| 8 gennaio 2025 |                 |           |
| Atalanta       | 2 - 0           | Empoli    |
| Cagliari       | 2 - 0           | Torino    |
| Fiorentina     | 1 - 0           | Monza     |
| Inter          | 1 - 0           | Bologna   |
| Milan          | 1 - 1 (4-1 dtr) | Genoa     |
| Roma           | 1 - 2           | Lecce     |
| 9 gennaio 2025 |                 |           |
| Lazio          | 0 - 0 (7-8 dtr) | Juventus  |
| Sassuolo       | 1 - 1 (4-2 dtr) | Verona    |

## Quarti di finale
| Squadra 1       | Risultato       | Squadra 2 |
| --------------- | --------------- | --------- |
| 4 febbraio 2025 |                 |           |
| Atalanta        | 1 - 1 (2-4 dtr) | Juventus  |
| 5 febbraio 2025 |                 |           |
| Fiorentina      | 2 - 2 (3-4 dtr) | Cagliari  |
| Inter           | 2 - 2 (2-4 dtr) | Milan     |
| Sassuolo        | 0 - 0 (3-5 dtr) | Lecce     |

## Semifinali
| Squadra 1     | Risultato | Squadra 2 |
| ------------- | --------- | --------- |
| 12 marzo 2025 |           |           |
| Cagliari      | 2 - 0     | Juventus  |
| Milan         | 1 - 0     | Lecce     |

## Finale
| Squadra 1 | Risultato | Squadra 2 |
| --------- | --------- | --------- |
| Milan     | 0 - 3     | Cagliari  |

### Tabellino
| Arbitro: | Frasynyak (Gallarate) |

|  |           |                                      |
|  | Marcatori | 21’ Vinciguerra 36’ Bolzán 69’ Trepy |